# Охто
О́хто (нем. Ocht, мы́за О́хту, (эст. Ohtu mõis) — рыцарская мыза на севере Эстонии в волости Харку уезда Харьюмаа. Административно находится на территории деревни Охту. 
Согласно историческому административному делению, мыза относилась к Кейласкому приходу.

## История мызы
Основана в 1620-х годах. Первыми владельцами мызы была семья фон Данненфельдов (von Dannenfeld). В начале XVIII века мыза принадлежала Роберту Йохану Врангелю (Rötgert Johann Wrangell), от которого в 1720 году она перешла Отто Вильгельму фон Харпе (Otto Wilhelm von Harpe).
В 1760 годах мызу приобрёл Кристоф Генрих фон Курcель (Christoph Heinrich von Kursell).
В 1793 году мызу приобрела семья Майендорф, в чьём владении она и оставалась до национализации в 1919 году.
После национализации в мызу переехала школа, которая действовала там до 1974 года, после чего её закрыли. Позже здание стояло пустым и разрушалось. В 1990-х годах была сделана первая попытка реставрировать здание, но тогда была украдена только что установленная крыша из меди. Позже здание попало в частное владение и было реставрировано большей частью в 2002—2004 годах. При инспектировании 14.10.2016 оно находилось в удовлетворительном состоянии.

## Мызный комплекс
Кристоф Генрих фон Курсель был первым, кто начал отстраивать представительный усадебный комплекс мызы Охту. В центре мызы было построено красивое двухэтажное главное здание (господский особняк) в стиле барокко. Его центральную часть шириной в три окна венчает треугольный фронтон. Барочное впечатление подчёркивают также как высокая крыша, так и окна в маленькую решётку.
В XIX веке возвели или перестроили большинство хозяйственных строений мызы. Из них самым красивым было перестроенная в 1888 году и находящаяся у подъездного круга каретник-конюшня с неоготическим фронтоном и флюгером.
Из вспомогательных строений в первозданном виде сохранился дом управляющего (при инспектировании 4.07.2017 находился в плохом состоянии). 
Главное здание мызы Охту, а также ещё 8 объектов мызного комплекса внесены в Государственный регистр памятников культуры Эстонии. При инспектировании 30.10.2018 состояние главного здания признано удовлетворительным.

## Галерея
- Главное здание
- Амбар
- Погреб
- Хлев
- Мызный парк
- Ограда
- Руины каретника-конюшни
- Дом управляющего